# Науменко (село)
Науменко (укр. Науменка) — село на Украине, основано в 1590 году, находится в Черняховском районе Житомирской области.
Код КОАТУУ — 1825682402. Население по переписи 2001 года составляет 46 человек. Почтовый индекс — 12316. Телефонный код — 4134. Занимает площадь 1,136 км².

## Адрес местного совета
12316, Житомирская область, Черняховский р-н, с. Горбулёв, ул. Первомайская, 1